# 3374 Namur
3374 Namur è un asteroide della fascia principale. Scoperto nel 1980, presenta un'orbita caratterizzata da un semiasse maggiore pari a 2,9472069 UA e da un'eccentricità di 0,0176872, inclinata di 3,02723° rispetto all'eclittica.
L'asteroide è dedicato all'omonima città del Belgio.